# デジタル放送の一覧
デジタル放送の一覧（デジタルほうそうのいちらん）とはデジタル方式の放送の一覧である。
デジタル放送とは日本においては狭義には「デジタル方式の無線局により行われる放送」を言う（電波法施行規則第二条第一項第二十八の十六号）。広義にはデジタル方式により行われる放送全般を指す（なお最広義にはIPを利用したインターネットテレビ、インターネットラジオ、IP放送まで含まれうるが、本項では除外する）。

## 衛星放送
- DVB-S
- DVB-S2
- S-DMB

### 日本（衛星）
- ISDB-S
- S-DMB

#### 事業別（日本の衛星）
- BSデジタル放送
- 東経110度CSデジタル放送（スカパー!）
- 東経124度・128度CSデジタル放送（スカパー!プレミアムサービス）
- 2.6GHz帯衛星デジタル音声放送（モバイル放送） - サービス名を「モバHO!」とし、2004年10月、放送開始。2009年3月、終了。

### 大韓民国（衛星）
- 衛星DMB
- スカイライフ（SkyLife）

## 地上波放送によるもの
- DVB-T
- DMB-T、ADTB-T、TiMiなど
- ATSC
- DAB
- IBOC
- DRM
- MediaFLO

### 日本（地上波）
- ISDB-T

#### 事業別（日本の地上波）
- 日本の地上デジタルテレビ放送 - チャンネル1つの周波数帯域幅が13のセグメントに分かれた構造となっている。
  - 地上波デジタル放送、地上デジタル放送、地上デジタル、または単に地デジとも。
  - ハイビジョン放送（HDTV）は12セグメント、標準画質放送（SDTV）は4セグメントを使用。
  - ワンセグ
    - ワンセグ放送、1セグメント放送、1セグ放送など。
    - 正式名称は「携帯電話・移動体端末向けの1セグメント部分受信サービス」。
    - 携帯電話・移動体端末向けの1セグメント部分受信サービス
- 地上デジタル音声放送 - 地上デジタルラジオ、また単にデジタルラジオとも。2003年10月、実用化試験放送開始。2011年3月、終了。
- 移動受信用地上放送 - 通称、マルチメディア放送。地上アナログテレビジョン放送で使用していたVHF帯の一部を使用して行う携帯電話・移動体端末向けの放送。
  - V-High（VHF-HIGH帯）マルチメディア放送 - 通称、モバキャス。全国向け（有料放送中心）。2012年4月、NOTTVが開局。2014年3月までに全都道府県に提供開始。2016年6月、終了[1][2]。
  - V-Low（VHF-LOW帯）マルチメディア放送 - 地域向け（無料・有料放送混在）。2012年6月、実験試験局予備免許。サービス名を「i-dio」とし、2016年3月、放送開始[3]。2020年3月、終了。

### フランス（地上波）
- Télévision numérique terrestre française

## 移動体通信向け
- DVB-H
- DMB

### 日本（移動体）
- ISDB-TSB

#### 事業別（日本の移動体）
- ワンセグ
- 2.6GHz帯衛星デジタル音声放送（モバイル放送）
- V-High（VHF-HIGH帯）マルチメディア放送
- V-Low（VHF-LOW帯）マルチメディア放送

### 大韓民国（移動体）
- 地上DMB

## ケーブルテレビによるもの
- DVB-C

### 日本（CATV）
ケーブルテレビにより再送信される日本のデジタル放送